# Mascot Park
Mascot Park (tidligere Silkeborg Stadion) var et fodboldstadion i Silkeborg og var hjemmebane for fodboldklubben Silkeborg IF. Fra august 2017 spiller Silkeborg IF på JYSK Park
Stadionrekorden er fra en kamp mod Brøndby IF 14. maj 1995.

## Historie
Sportspladsen blev anlagt midt i 20'erne, da byen ville have en sportsplads på niveau med de omkringliggende byer. I 1925 udtalte Stadsingeniør Gunder Hansen: Den nye sportsplads bliver langt fra så flot og storstilet som i Århus, Aalborg, Vejle og Horsens, men vi kan være den bekendt. I løbet af 2-3 år blev grunden til Silkeborg Stadion lagt, i form af en fodboldbane omkranset af en løbebane.
9. september 1943 blev en omklædningsbygning, Stadionhuset, taget i brug, og sportsfolkene fik mulighed for at tage varme styrtbade. Det var en en bygning i Schweizisk stil med balkoner. Omklædningsfaciliterne er i dag erstattet af en nyere tilbygning, men selve Stadionhuset bruges stadig bl.a. til seriefodbold og kommentatorbygning. På nogenlunde samme tid blev der arbejdet med planer om at bygge en overdækket tribune på den vestlige langside, som kunne være klar til byjubilæet i 1946, men planerne faldt til jorden.
Den 19. juni 1955 indviede Silkeborg Gymnastikforening deres klubhus nye på Stadion, som medlemmerne selv havde bygget, og i 1962 kom tribunen på Stadions vestside, som i dag er bygget om til sponsorlounge. Senere blev der bygget ståtribune på østsiden, ligesom der blev lavet ståpladser bag målene.
Silkeborg Stadion blev stærkt ombygget i 1990'erne, så tilskuerpladserne i dag overvejende består af overdækkede siddepladser. Desuden er der bygget en helt ny tribune i den nordlige ende. Derudover blev løbebanen delvist inddraget i år 2000, så der ikke længere kan dyrkes Atletik, som i stedet er flyttet til Silkeborg Atletik Stadion.
Gennem 1990'erne og 2000'erne er det ofte blevet debatteret, om Silkeborg Stadion skulle afløses af et nyt og moderne stadion, på grund af de dårlige til- og frakørselsforhold, de dårlige parkeringsforhold og beliggenheden i et villakvarter.
20. november 2015 blev første spadestik taget til det nye stadion i Silkeborg JYSK Park. Den sidste kamp på Silkeborg stadion blev spillet 16. maj 2017.

## Mascot Park
I forbindelse med Silkeborg IF i slutningen af august 2011 indgik en hovedsponsoraftale med tekstilvirksomheden Mascot, skulle navnet på stadion indtil udgangen af 2013 omdøbes til "Mascot Park".